# زباستیان لانگ
زباستیان لانگ (آلمانی: Sebastian Lang؛ زادهٔ ۱۵ سپتامبر ۱۹۷۹) دوچرخه‌سوار سابق اهل آلمان است.
وی سابقه عضویت در تیم دوچرخه‌سواری گرواشتاینر و تیم لوتو–سودال را در کارنامه دارد.